# ABAYO
〈ABAYO〉(일본어: あばよ 아바요[*] →잘 있어)는 일본의 걸그룹이었던 에비스 마스캇츠의 9번째이자 마지막 싱글 앨범이다.
2013년 2월경, 포니캐년의 유튜브 페이지에 짧은 버전의 뮤직 비디오가 공개되었다. 뮤직비디오에서는 《오네다리 마스캇토SP!》에서 사용되는 스튜디오 의상을 착용한 모습을 볼 수 있다.
싱글 앨범은 2013년 3월 6일 공개되었으며, 4월 3일에 이 곡이 실린 앨범인 《졸업 앨범》이 발매되었다. 나흘 뒤의 해산 콘서트 이후에 그룹은 해체되었다.

## 수록곡
〈ABAYO〉는 초회한정판과 통상판의 두가지 판이 존재한다. 두 판의 차이는 전자가 부록으로 뮤직 비디오가 담긴 DVD가 수록되어있다는 점으로, 수록곡은 두 판의 차이가 없다.
| #            | 제목                            | 작사         | 작곡         | 편곡         | 재생 시간 |
| ------------ | ------------------------------- | ------------ | ------------ | ------------ | --------- |
| 1.           | 〈〈ABAYO〉〉                   | Maccoi       | Jam & Lice   | Jam & Lice   | 4:20      |
| 2.           | 〈〈앨범〉(アルバム)〉          | Maccoi       | Jam & Lice   | Jam & Lice   | 4:44      |
| 3.           | 〈〈ABAYO〉(original karaoke)〉 | Maccoi       | Jam & Lice   | Jam & Lice   | 4:19      |
| 4.           | 〈〈앨범〉(original karaoke)〉  | Maccoi       | Jam & Lice   | Jam & Lice   | 4:41      |
| 총 재생 시간 | 총 재생 시간                    | 총 재생 시간 | 총 재생 시간 | 총 재생 시간 | 18:06     |

## 같이 보기
- 에비스 마스캇츠
- 에비스 마스캇츠의 콘서트 투어 목록
- 오네다리 마스캇토SP!